# Scrittura azteca
La scrittura azteca è il particolare modo che utilizzavano i tlacuilo, gli scribi aztechi, per registrare per iscritto la cultura e gli avvenimenti storici della loro civiltà. Esiste, quindi, una lingua azteca scritta che possiede le sue regole grammaticali e sintattiche che non si articola in linee rette o colonne verticali o orizzontali, bensì in uno spazio plastico: questa caratteristica rende la scrittura azteca un'invenzione unica nella storia dell'uomo.
Per poter scrivere la lingua parlata, cioè la trascrizione dei suoni associati alla parole, i tlacuilo dovevano seguire schemi e convenzioni molto rigidi. Queste trascrizioni dei suoni non comportavano la perdita di tutti i dettagli superflui dell'immagine, in quanto l'immagine stessa era altamente simbolica e il lato plastico era importante quanto l'informazione codificata.
Sembra che il concetto di base di questo complesso modo di scrittura sia stato sviluppato dagli Olmechi (1500 - 100 a.C.) per poi trasferirsi ed adattarsi allo stile e alla lingua di ciascuna civiltà.
Il segno di base di questa scrittura è il glifo: si tratta di un “fonema – immagine” che è nello stesso momento sia disegno stilizzato che trascrizione del suono, ma conserva anche il suo contenuto tematico.
Le immagini complesse composte da molti glifi, che sono poi gli elementi minimi della lettura, sono dei veri e propri mosaici di parole.

## Tre letture per ogni glifo
Per ogni glifo si possono avere, contemporaneamente, una chiave di lettura pittografica, ideografica e fonetica, cose che li distingue da tutti gli altri sistemi di scrittura.
I glifi pittografici sono lo stato iniziale e più arcaico di scrittura: sono la rappresentazione dell'oggetto a cui si riferiscono come il glifo “xochitl” che rappresenta il fiore.

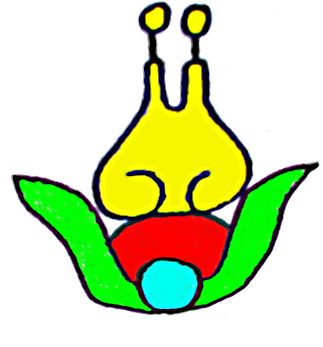
Il glifo Xochitl - "Fiore"

Nei glifi ideografici, contrariamente, non conta tanto l'apparenza dell'oggetto raffigurato, quanto il suo valore simbolico e rappresentativo. Sono dei disegni che rappresentano idee o concetti, per esempio la divinità che è rappresentata tramite il glifo “teotl” rappresentato dalla metà del sole che si leva.

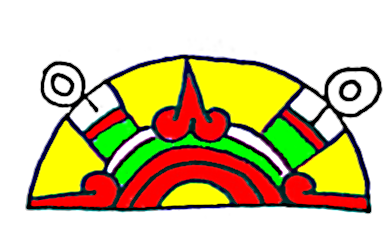
Il glifo Teotl - Una divinità

Per i glifi fonetici, invece, non si riscontra nessuna attinenza col significato dell'oggetto rappresentato né con qualsiasi concetto simbolico ad esso connesso: vengono solo utilizzati per esprimere il suono della radice della prima sillaba del nome. Per esempio si può utilizzare il glifo che rappresenta l'acqua, atl, per esprimere il semplice suono “a”. A questa categoria appartengono anche i glifi che modificano un nome, come il suffisso –tzin, da tzintli “la metà inferiore del corpo” che viene utilizzato come diminutivo di un nome.

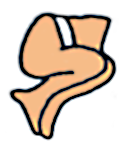
Il glifo Tzintli - Un diminutivo

## Il colore elemento di scrittura
Nella scrittura azteca ad ogni colore corrisponde un preciso suono fonetico. L'utilizzazione del colore come elemento minimo di scrittura è sicuramente l'aspetto più originale che i sistemi di scrittura meso-americani hanno generato.
Tuttavia il colore continua a mantenere sempre un ruolo tematico e simbolico, come in altre scritture, ma solo in questo caso esso rappresenta la trascrizione di sillabe e suoni. Anche per il colore esistono diversi livelli di lettura (fonetica, descrittiva, tematica, plastica e simbolica), molto difficile da comprendere per noi “occidentali”.
Per unire diversi glifi, e quindi concetti, i tlacuilo potevano utilizzare dei leganti grafici, come una linea che collega un glifo ad un altro, o di tipo plastico (unione, sovrapposizione, ecc.) I leganti sono elementi glifici veri e propri importantissimi per la lettura di un documento.

## Esempio: i nomi dei fiori
Per cercare di comprendere come venivano utilizzati i glifi, diamo uno sguardo ai nomi di fiori presenti nel Codice Mendoza.
Il glifo xochitl “fiore” è polifunzionale e polivalente: per scrivere e leggere la parola xochitl era necessario trovare un simbolo evocativo del fiore, ma allo stesso tempo che non specificasse nessuna specie precisa di fiori, altrimenti chi leggeva poteva non leggere “fiore”, bensì il nome preciso di un fiore.
Il glifo xochitl può essere unito con altre parole, e in questo caso perde il suffisso nominale –tl, e veniva utilizzato solo la prima parte sillabica xochi-.

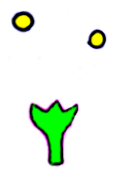
Il glifo Xochitl - "Fiore"

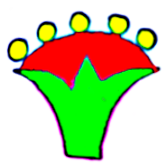
Il glifo Xochitl - "Fiore"

Se si volesse scrivere il nome preciso di un fiore, si doveva utilizzare un segno aggiuntivo: per esempio la parola “yolloxochitl” o “fiore del cuore”, cioè la magnolia. La specificazione veniva data dal segno yollo(tl) “cuore”, disegnato più grande perché doveva essere letto per primo. Quando più simboli si univano si potevano perdere alcune parti dei nomi che, in generale, vengono specificati tra parentesi.

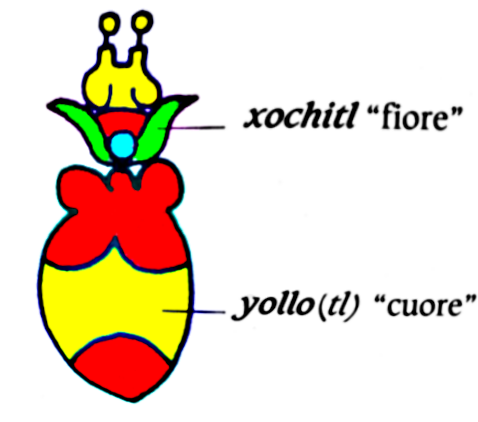
Il glifo Yolloxochitl - "Fiore del cuore"

## Esempio: i nomi di luoghi e divinità
I vari glifi potevano essere combinati per dare origine a nomi di luoghi o divinità. Per esempio, il toponimo Xochichiuhca, composto da xochi(tl) “fiore” + chihua “fare” + ca(n), suffisso locativo, veniva disegnato utilizzando il glifo xochitl associato a chihua (l'azione del braccio umano): quindi risultava “il luogo dove si coltivano i fiori”.

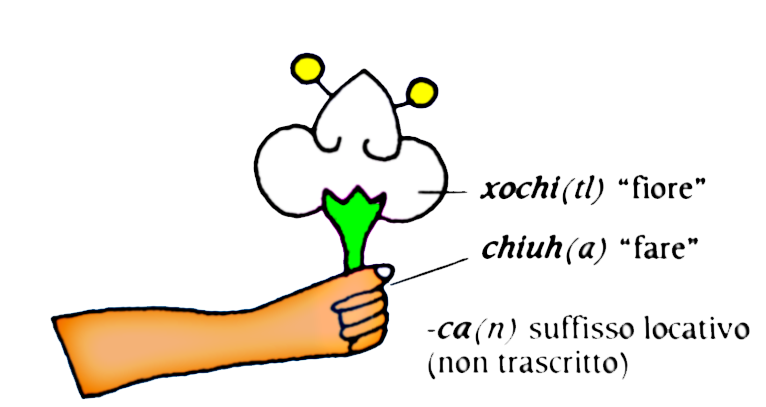
Il glifo Xochichiuhca

Il glifo xochitl viene utilizzato anche per trascrivere dei nomi di divinità, come quello del dio Macuilxochitl “Cinque - fiore”.

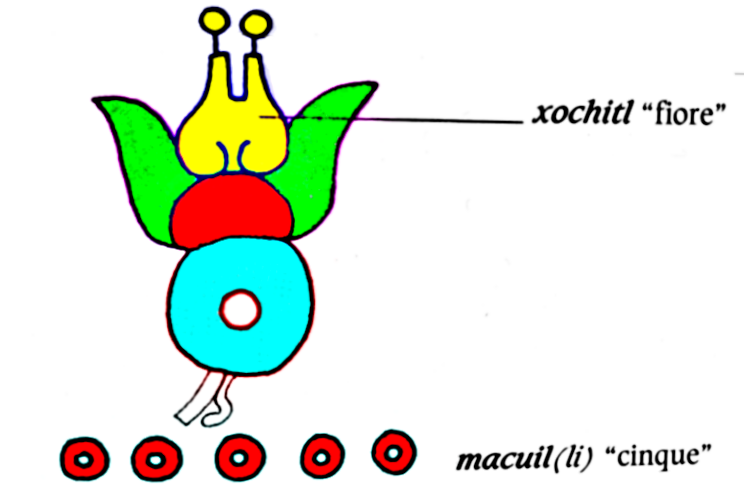
Il glifo Macuilxochitl

Se poi si aggiunge la parola tepe(tl) “montagna” con il suffisso di località –c otteniamo il nome 
Macuilxochitepec ovvero “il luogo della montagna del dio Cinque – fiore”.

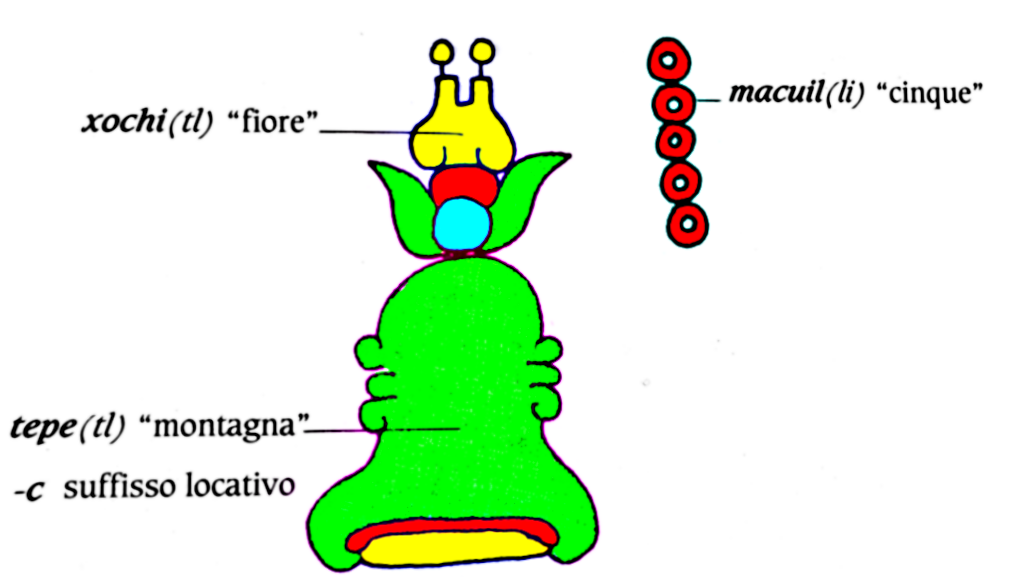
Il glifo Macuilxochitepec